# Bataille d'Arnhem
Opération Market Garden
La bataille d'Arnhem est une bataille de la Seconde Guerre mondiale qui s'est déroulée du 17 au 26 septembre 1944 dans les villes néerlandaises d'Arnhem, Oosterbeek, Wolfheze, Driel, et la campagne environnante, dans le cadre de l'opération Market Garden qui consistait à prendre le contrôle de l'ensemble des passages sur le Rhin nécessaires à une vaste offensive vers le nord des Pays-Bas, puis vers la Ruhr, dans le but de hâter la fin de la guerre.
Alors que les objectifs attribués à la 101e division aéroportée américaine dans la région d'Eindhoven, et à la 82e division aéroportée américaine dans la région de Nimègue, sont atteints, la 1ère division aéroportée britannique échoue à s'emparer de l'objectif le plus éloigné au nord, dans la région d'Arnhem. Devant la vigueur inattendue de la réaction des troupes allemandes, et étant donné le retard des renforts par voie terrestre, les troupes alliées ne peuvent se maintenir. Les survivants du bataillon entré à Arnhem se rendent le 21 septembre, le reste de la division est évacué le 25.
Le Cimetière militaire d'Arnhem-Oosterbeek en garde la trace, de même que plusieurs musées autour d'Arnhem. Le mémorial de Driel, sur la rive sud, commémore l'évacuation de 2 400 parachutistes de la poche d'Oosterbeek dans la nuit du 25 au 26 septembre grâce au dévouement des sapeurs anglo-canadiens. Les morts canadiens sont regroupés au cimetière militaire canadien de Holten. Les tombes allemandes sont regroupées au cimetière militaire allemand d'Ysselsteyn, dans le Limbourg.